# Giteo
Gitèo o Gízio (la prima grafia ricalca il latino, la seconda il greco moderno; in greco antico Γύθειον o Γύθῑον, in latino Gythēum o Gythīum, in greco moderno Γύθειο) è un ex comune della Grecia nella periferia del Peloponneso di 7 926 abitanti secondo i dati del censimento 2001.
È stato soppresso a seguito della riforma amministrativa detta Programma Callicrate in vigore dal gennaio 2011 ed è ora compreso nel comune di Anatoliki Mani.
È il porto più importante della penisola della Maina e dista circa 40 chilometri da Sparta di cui fu lo storico porto e dove, secondo la leggenda, trascorsero la loro prima notte Elena e Paride per poi imbarcarsi in fuga da Menelao verso Troia.

## Storia

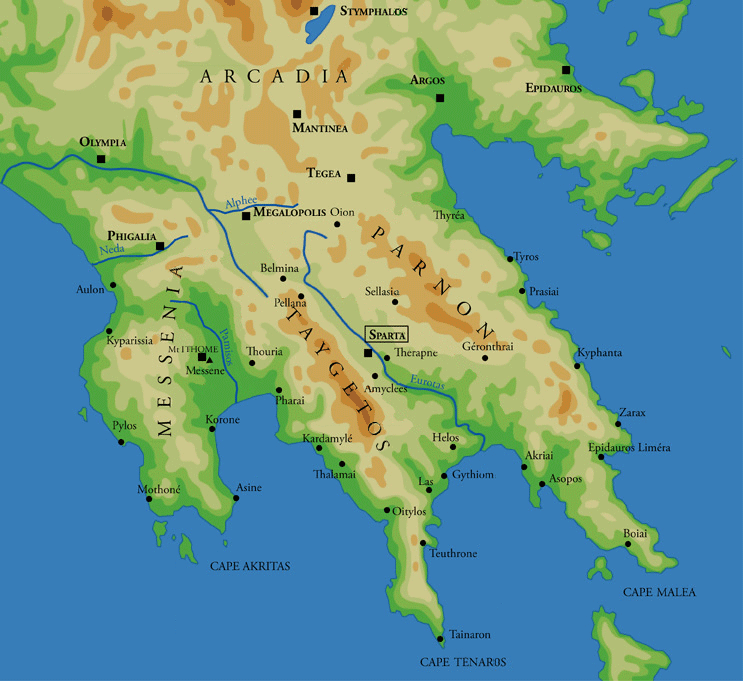
Posizione di Giteo nell'antica Grecia.

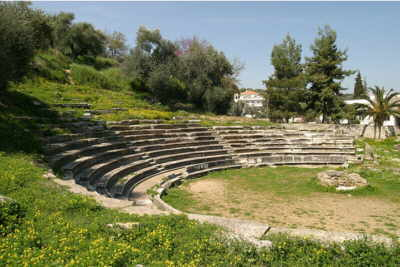
Il teatro antico.

I fondatori leggendari dell'antica Giteo furono Eracle e Apollo, che appaiono frequentemente nelle monete della città o nelle sue leggende, e Castore e Polluce: il primo di questi nomi si può riferire all'influenza dei commercianti fenici di Tiro, che, come sappiamo, visitavano i porti della Laconia nei periodi più antichi. Si ritiene che Giteo potesse essere il centro dei loro commerci di porpora, dato che il golfo laconico era un'ottima fonte di murex. In periodo classico era una comunità di Perieci, dipendenti politicamente da Sparta, anche se certamente con una vita municipale propria.
Nel 445 a.C., durante la prima guerra del Peloponneso, fu incendiata dall'ammiraglio ateniese Tolmide, che aveva assediato la città con 50 navi e 4 000 opliti. Fu ricostruita e fu probabilmente la base per costruire al flotta spartana durante la seconda guerra del Peloponneso. Nel 407 a.C., durante la guerra del Peloponneso, Alcibiade approdò qui e vide le trenta triremi che gli Spartani vi stavano costruendo.
Nel 370 a.C. i Tebani, sotto il comando di Epaminonda assediarono con successo la città per tre giorni dopo aver saccheggiato la Laconia. Tuttavia fu riconquistata dagli Spartani tre giorni dopo.
Nel 219 a.C. Filippo V di Macedonia cercò senza successo di prendere la città. Sotto Nabide, Giteo divenne un grande arsenale e un porto importante. Durante la guerra contro Nabide, Giteo fu presa dopo un lungo assedio. Dopo la fine della guerra Giteo divenne parte dell'Unione dei Laconi liberi sotto la protezione della lega achea. Nabide riprese Giteo tre anni dopo e la flotta spartana distrusse quella ateniese al largo della città. Giteo fu liberata da una flotta romana al comando di Aulo Atilio Serrano.
In seguito Giteo fu la città più importante della Koinon dei liberi Laconi, un gruppo di ventiquattro, in seguiti diciotto, comunità legate per conservare la loro autonomia da Sparta e dichiarate libere da Augusto. La massima carica della lega era lo stratego, assistito dal tesorieere (rauias), mentre i magistrati a capo delle diverse comunità erano detti efori.
Sotto la dominazione romana Giteo rimase un porto importante e prosperò come membro della unione. Dato che la porpora era popolare a Roma, Giteo l'esportava assieme al porfido a ala marmo rosa antico. Una prova dell'antica prosperità di Giteo può essere che i Romani vi costruirono un teatro, tuttora ben conservato e usato occasionalmente. Il teatro e l'acropoli, che è a ovest del teatro, furono scoperti da Dimitris Skias nel 1891. 
Durante il IV secolo Giteo fu distrutta. Non sono chiari i motivi della distruzione: potrebbe essere stata saccheggiata da Alarico I e dai Visigoti, oppure dagli Slavi o distrutta dal grande terremoto del 365.

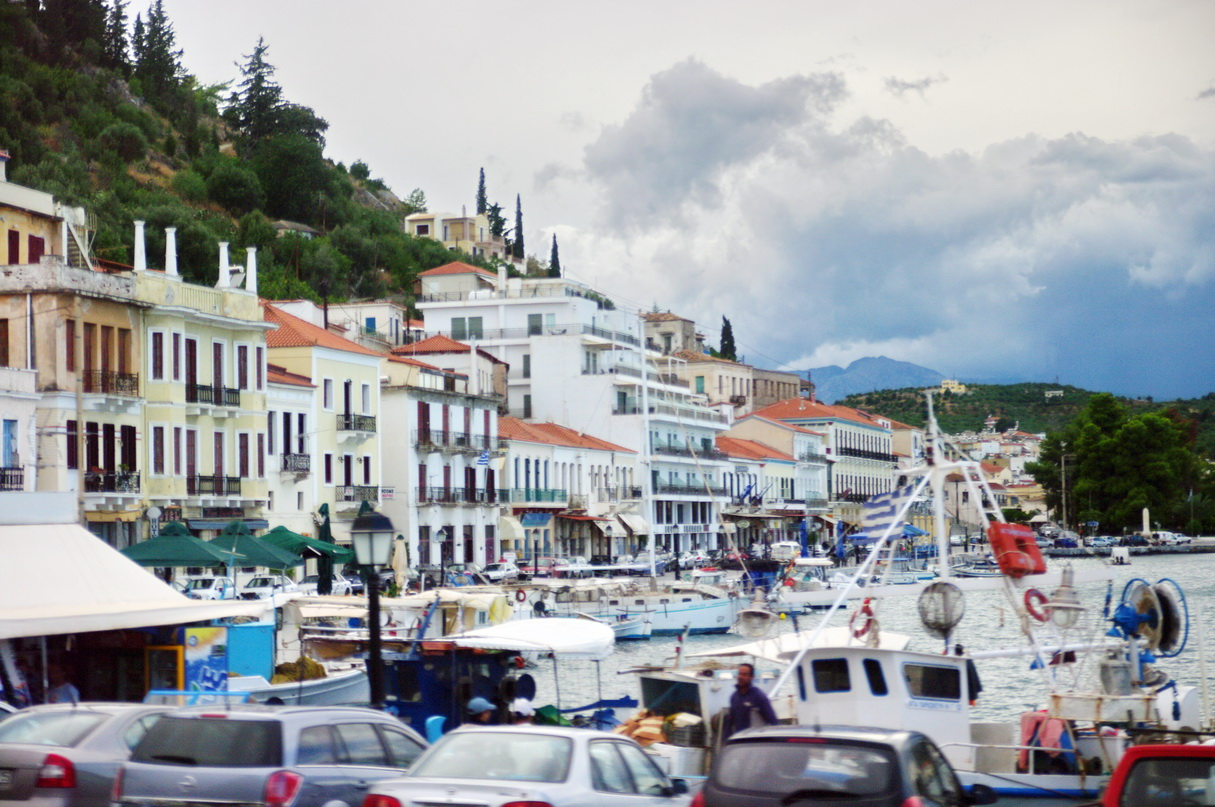
Vista del porto.

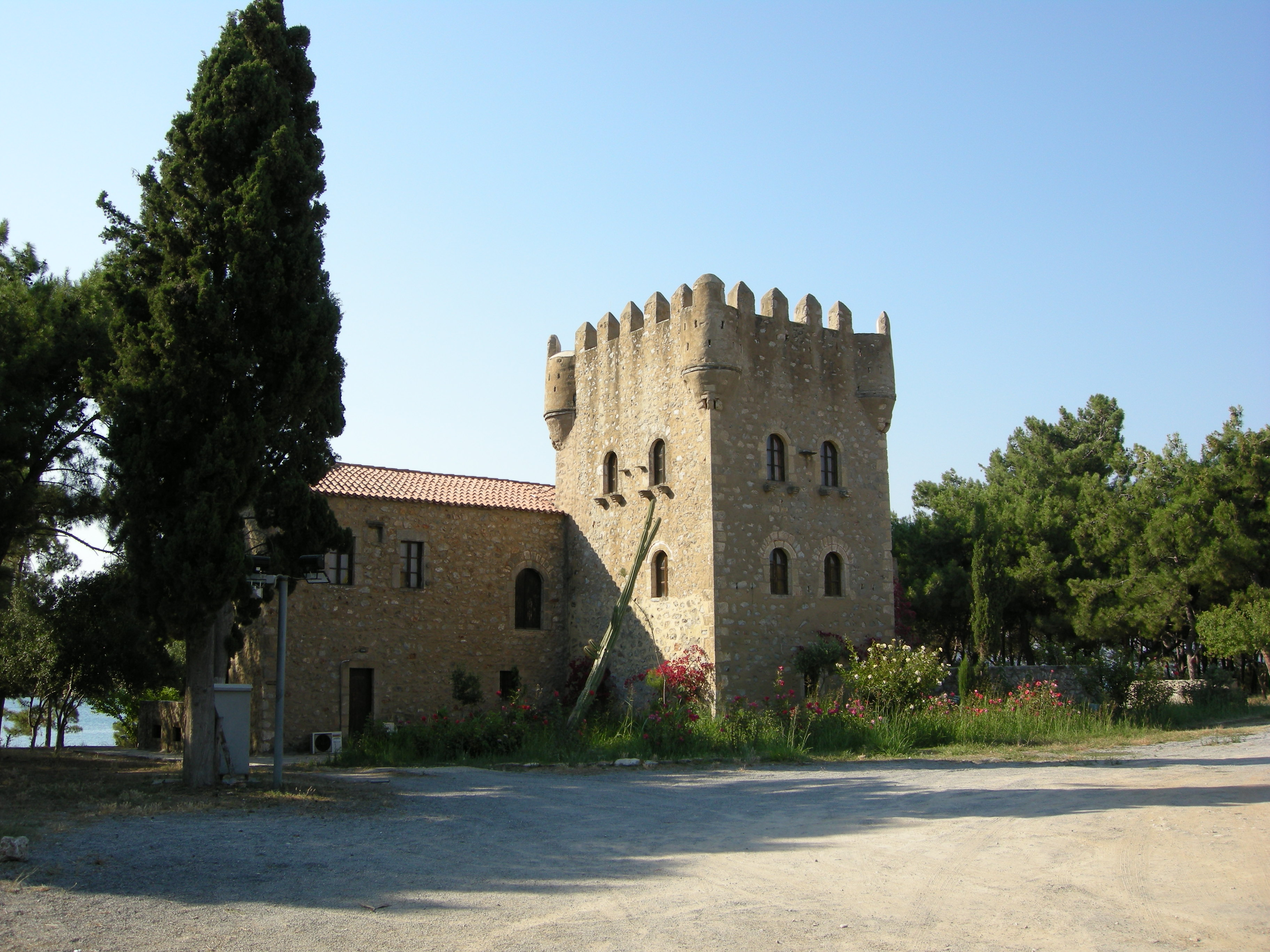
Vecchia torre.

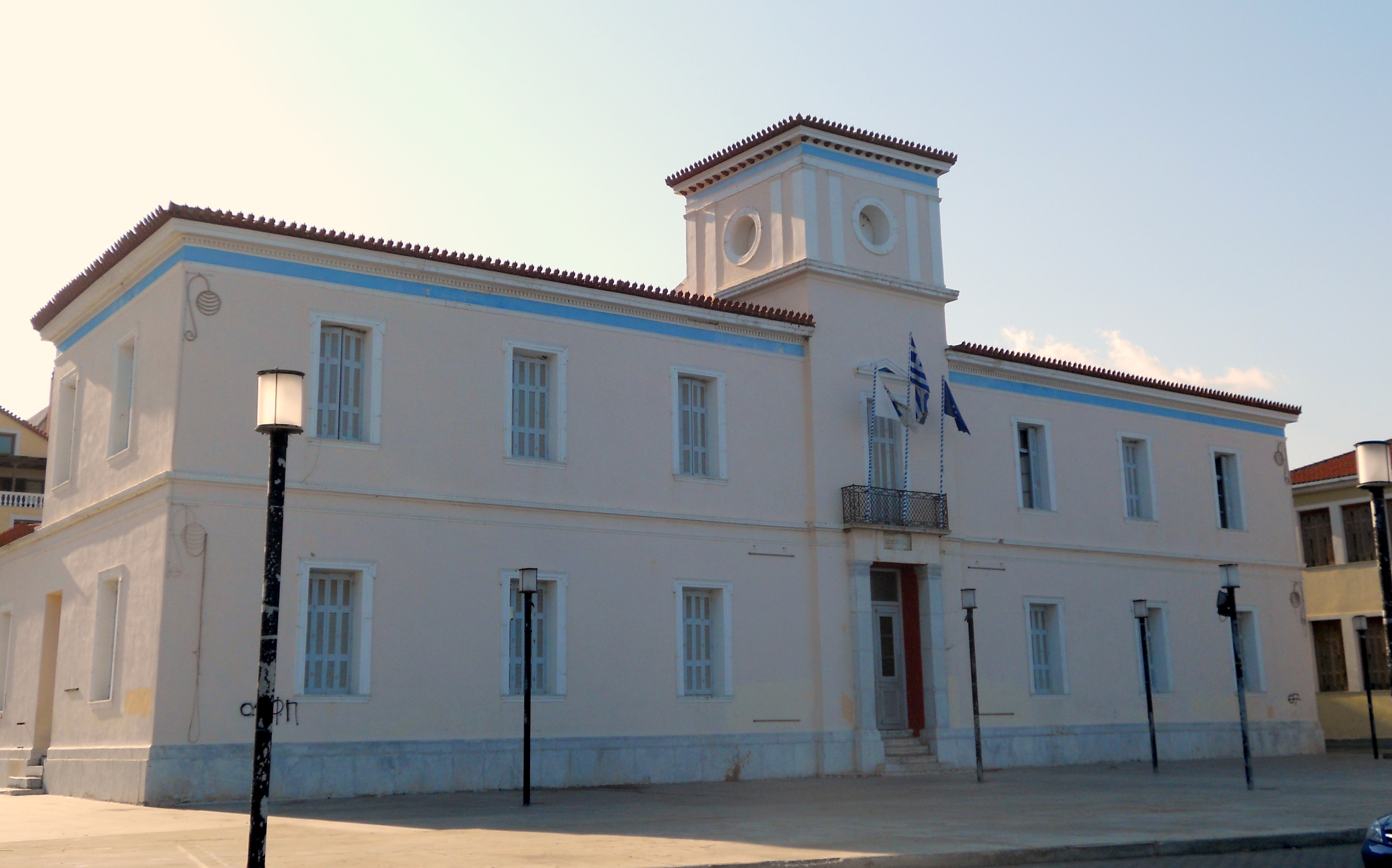
Municipio, progettato da Ernst Ziller.

Dopo il terremoto Giteo fu comunque abbandonata. Rimase un piccolo villaggio sotto i Bizantini e l'Impero ottomano. La sua importanza crebbe quando Tzannetos Grigorakis costruì la sua torre a Cranae, un'isola di fronte a Giteo e diverse persone si insediarono nell'isola. Durante la guerra d'indipendenza greca, molti si rifugiarono nella penisola della Maina e Giteo divenne la città più importante.
La Giteo moderna ha aperto un porto negli anni Sessanta.

## Grepolis
Nel browser game Grepolis è possibile trovare vari mondi intitolati alla polis, tra cui:
- 30° inglese (Gythium, dal 9 gennaio 2012)
- 31° spagnolo (Gitión, dal 29 ottobre 2012)
- 32° brasiliano (Gytheio, dal 7 gennaio 2013)
- 32° italiano (Gytheio, dal 5 marzo 2014)

- 31° americano (Gythium)